# Acid izobutiric
Acidul izobutiric (denumit și acid 2-metilpropanoic sau acid izobutanoic) este un compus organic cu formula chimică structurală (CH3)2CHCOOH. Este un izomer al acidului n-butiric, fiind clasificat ca acid gras cu catenă scurtă. Esterii și sărurile acestui acid sunt denumiți izobutirați.
Este un compus lichid, incolor și cu un miros neplăcut. Este solubil în apă și solvenți organici. Se găsește în surse naturale, precum în roșcove (Ceratonia siliqua), în vanilie și în rădăcinile de Arnica dulcis, iar sub formă de ester etilic în uleiul speciei Croton tiglium.

## Obținere
Acidul izobutiric este obținut în urma reacției de oxidare a izobutiraldehidei, care este un produs secundar al procesului de hidroformilare a propilenei.
Mai poate fi preparat în urma unei reacții de carbonilare (reacție Koch) aplicată propilenei:
{\displaystyle {\ce {CH3CH=CH2 + CO + H2O -> (CH3)2CHCO2H}}}

## Proprietăți
Acidul izobutiric prezintă proprietățile tipice ale acizilor carboxilici, formând: amide, esteri, ahidride acide și cloruri de acil. Clorura de izobutiril este un intermediar comun în sinteza altor derivați.
Prin încălzire cu acid cromic, se oxidează la acetonă. Soluția de permanganat de potasiu oxidează acidul la acid α-hidroxiizobutiric, (CH3)2C(OH)-CO2H.
Acidul izobutiric poate fi dehidrogenat la acid metacrilic.